# Oldenlandia tenuifolia
Oldenlandia tenuifolia là một loài thực vật có hoa trong họ Thiến thảo. Loài này được Burm.f. mô tả khoa học đầu tiên năm 1768.